# Nordflätiken
Nordflätiken är en sjö i Dorotea kommun i Lappland och ingår i Ångermanälvens huvudavrinningsområde. Sjön har en area på 0,665 kvadratkilometer och ligger 271,8 meter över havet. Sjön avvattnas av vattendraget Bergvattenån (Fjällån).

## Delavrinningsområde
Nordflätiken ingår i det delavrinningsområde (713984-151781) som SMHI kallar för Utloppet av Nordflätiken. Medelhöjden är 274 meter över havet och ytan är 2,51 kvadratkilometer. Räknas de 59 avrinningsområdena uppströms in blir den ackumulerade arean 748,31 kvadratkilometer. Bergvattenån (Fjällån) som avvattnar avrinningsområdet har biflödesordning 4, vilket innebär att vattnet flödar genom totalt 4 vattendrag innan det når havet efter 232 kilometer. Avrinningsområdet består mestadels av skog (53 procent). Avrinningsområdet har 0,52 kvadratkilometer vattenytor vilket ger det en sjöprocent på 20,8 procent.